# In die Sonne schauen
In die Sonne schauen (lett. "Guardando il Sole") è un film del 2025 diretto da Mascha Schilinski.
È stato presentato in concorso al 78º Festival di Cannes.

## Trama
La storia di quattro generazioni di donne di una fattoria nell'Altmark: Alma è una bambina silenziosa che cresce negli anni della grande guerra, testimone inconsapevole di un segreto legato all'amputazione di una gamba di un parente; durante il secondo dopoguerra, la sua discendente Erika è attratta da quella stessa persona; sua nipote Angelika negli anni '80 scopre la propria sessualità adolescenziale, ma è insidiata dallo zio orco: ai giorni nostri, la fattoria, diventata una casa vacanze, è testimone dell'amicizia della malinconica Lenka con una ragazza che ha perso la madre.

## Produzione
Le riprese sono durate 34 giorni.

## Distribuzione
Il film è stato presentato in anteprima il 14 maggio 2025 al 78º Festival di Cannes. Sarà distribuito nelle sale cinematografiche tedesche a partire dall'11 settembre 2025. In Italia verrà invece distribuito dalla I Wonder Pictures.

## Accoglienza

### Critica
Il film ha avuto un'accoglienza estremamente calorosa da parte della critica al Festival di Cannes, pur venendo accolto da un'ovazione relativamente breve al termine della sua proiezione, pari a 3 minuti e ½ o a 4. Variety ha parlato di «un'opera seconda sorprendentemente equilibrata e ambiziosa», mentre l'Hollywood Reporter ha scritto che «non capita tutti i giorni di vedere un film che non assomiglia a niente di quel che hai mai visto prima e mette in discussione l'idea stessa di cosa un film può essere», paragonandolo a un The Tree of Life (2011) di Terrence Malick "diretto da Jane Campion e Haneke". La maggior parte della critiche, sia positive che negative, si sono trovate concordi nel lodare l'abilità con cui la narrazione riesce a fondere quattro piani temporali differenti, lodandone la scrittura, il montaggio e la fotografia. Di contro, Collider l'ha stroncato come «una pretenziosa romanticizzazione della sofferenza femminile», criticandone la ripetitività narrativa e tematica, oltre a quella che percepiva come una mancanza di attenzione verso la prospettiva delle sue protagoniste.
In Italia il film ha ricevuto recensioni contrastanti. Paola Casella su mmovies scrive che il film "appare eccessivamente artefatto e manierato, ridondante e tematicamente labirintico: un maggiore controllo sulla materia trattata e sulla sua presentazione avrebbe grandemente giovato al risultato finale", mentre il critico cinematografico Aldo Spiniello su Sentieri Selvaggi riassume così: "un film ambizioso, nella ricerca di una forma assolutamente personale. Il rischio è di una frammentazione eccessiva, di un compiacimento estetico. Ma il fascino è innegabile".
Ancora più entusiasta Teo Youssoufian su CineFacts.it che scrive "non è semplicemente un’opera cinematografica, ma un atto di resistenza poetica contro l’oblio: una carezza dolorosa e necessaria che ci ricorda quanto le storie - e i luoghi che le custodiscono - possano continuare a parlare anche dopo che le voci si sono spente.".

## Riconoscimenti
- 2025 – Festival di Cannes[14]
  - Premio della giuria
  - In concorso per la Palma d'oro